# 稗田前站
稗田前站（日语：／ Hiedamae eki */?）是位於三重縣桑名市，近畿日本鐵道北勢線（現時：三岐鐵道北勢線）的鐵路車站（廢站）。此站在三重交通時代的1944年（昭和19年）7月1日起已經暫停營業，在1969年（昭和44年）5月15日正式廢除。

## 歷史
此站是在北勢鐵道大山田（現時：西桑名）至楚原之間開業24年後才開設的車站，這是北勢線在路線開業後首架新設車站。但是車站啟用6年後便已經暫停營業（實質為廢除）。這是北勢線眾多車站中，最短命的車站（不包括曾經開關數次的星川站）。

### 年表
- 1938年（昭和13年）5月3日：北勢電氣鐵道開設此站[1]。
- 1944年（昭和19年）
  - 2月11日：在公司合併後，成為三重交通的車站[2][1]。
  - 7月1日：車站暫停營運（由於電力狀況惡化等因素）。
- 1965年（昭和40年）4月1日：三重電氣鐵道（由三重交通分拆鐵路業務出來的新公司[2]）合併至近畿日本鐵道[1]。
- 1969年（昭和44年）5月15日：車站被廢除[1]。

## 車站構造
此站是地面車站，設有1面1線的單式月台。此站是無人車站。在暫停營運後，大部分車站月台被撤走。在路軌旁的小山丘是月台遺址處。

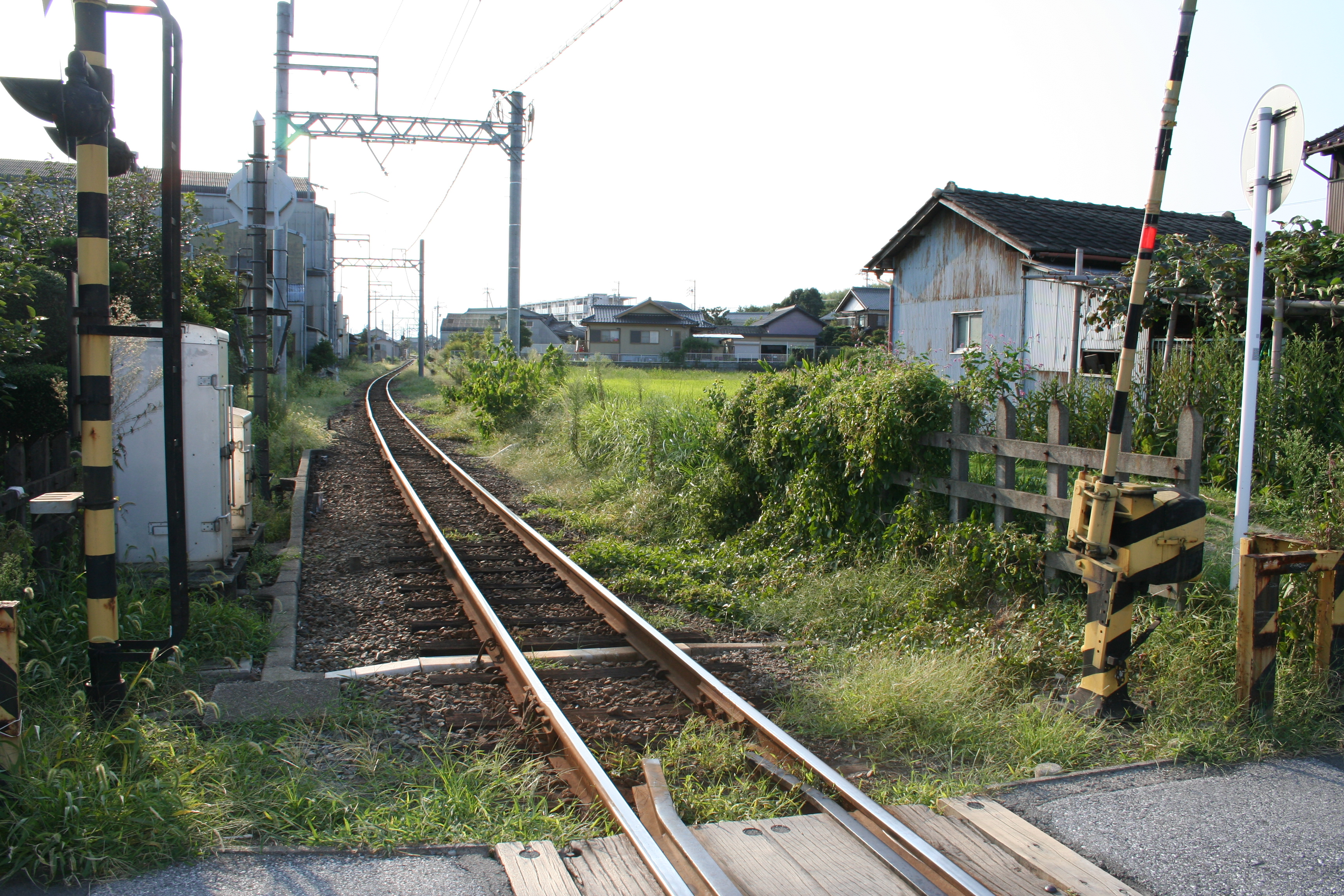
車站遺址（2006年。西別所3號平交道）

## 相鄰車站
近畿日本鐵道
■北勢線
西別所－稗田前－蓮花寺

## 注腳
1. 1 2 3 4  . 新潮「旅」Mook 8號 關西1. 今尾惠介 監修. 新潮社. 2008: 17,30 （日语）.
2. 1 2  曾根悟（監修）.  , 编. . 週刊朝日百科. 26號 長良川鐵道・明知鐵道・樽見鐵道・三岐鐵道・伊勢鐵道. 朝日新聞出版. 2011-09-18: 26 （日语）.

## 相關項目
- 日本鐵路車站列表 Hi